# Cynoscion jamaicensis
Cynoscion jamaicensis és una espècie de peix de la família dels esciènids i de l'ordre dels perciformes. És un peix de clima tropical i demersal que viu fins als 70 m de fondària. Es troba a l'Atlàntic occidental: des de Nicaragua, Panamà i les Grans Antilles fins a l'Argentina, incloent-hi les Petites Antilles.
És important com a aliment per als humans. És inofensiu per als humans. És un peix ovípar amb una gran fertilitat. Menja peixos i crustacis (crancs i gambes) Els mascles poden assolir 50 cm de longitud total i 1.000 g de pes.